# Diskografie Jiřího Zmožka
Toto je diskografie hudebního skladatele Jiřího Zmožka.

## Diskografie
Kromě alb, která obsahují hudbu Jiřího Zmožka, vyšla i tato alba:

### Gramofonová alba
- 1985 Liverpool versus Torino – Jiří Zmožek/Bude mi dvacet – Marcel Zmožek – Supraphon 1143 3076, SP
- 1985 Nejhezčí dárek/Nejhezčí dárek – Supraphon 1143 3148, SP – nazpívalo 50 zpěváků[1][2][3] (některé zdroje uvádějí taky nesprávný údaj – 45[4])
  - sólo zpěv: Hana Zagorová, Helena Vondráčková, Jiří Zmožek, Iveta Bartošová, Zdeněk Rytíř, Eva Hurychová, Michal David, Stanislav Hložek, Karel Vágner, Petr Kotvald, Petra Janů, Dalibor Janda, Lenka Filipová, Michal Tučný, Karel Zich, Pavel Horňák, Václav Neckář, Jan Neckář, Jiří Korn, Darinka Rolincová, Lešek Semelka
  - sbor (všichni i se sólem): Marcel Zmožek, Markéta Muchová, Milan Dyk, Věra Martinová, Jiří Strnad, Iveta Blanarovičová, Luděk Walter, Alena Baumanová, Marcela Holanová, Michaela Linková, Petr Čejka, Pavel Roth, Martin Javůrek, Viktor Sodoma, Miroslav Dudáček, Arnošt Pátek, Lucie Bílá, Stanislav Procházka, Petr Hejduk, Jindřich Malík, Vašek Vašák, Pavel Vítek, Bobina Ulrichová, Lenka Krimlová, Vladimíra Jakšová, Gojána Ledecká, Blanka Šrůmová, Dana Langerová, Petr Hannig
- 1985 Mys dobrých nadějí – Supraphon 1113 3870 H, LP (zpěv: Michal Tučný, Helena Vondráčková, Karel Gott, Darinka Rolincová, Jitka Zelenková, Marie Rottrová, Petra Janů, Hana Zagorová)
- 1986 Nejhezčí dárek – Jiří Zmožek (2) – Supraphon 1113 4368 H, LP
- 1987 Už mi lásko není dvacet let – Jiří Zmožek/Jednou přijde stáří – Marcel Zmožek – Supraphon 1143 3430, SP
- 1987 Kousek cesty s tebou – Jiří Zmožek (3) – Supraphon, LP (zpěv: Hana Zagorová, Helena Vondráčková, Marie Rottrová, Jitka Zelenková, Karel Gott)
- 1989 Malovaný večírek – Jiří Zmožek (4) – Supraphon, LP
- 1988 Šel jsem světem – Písničky pro herce – vyšlo u hudebního vydavatelství Carmen a u Supraphonu, LP – (hudba: Jiří Zmožek, texty: Pavel Kopta) (zpěv: Josef Kemr, Radoslav Brzobohatý, Gabriela Vránová, Josef Abrhám, Pavel Zedníček, Jana Hlaváčová, Viktor Preiss, Jiří Císler, Jana Preissová, Viktor Preiss, Jaromír Hanzlík, Rudolf Hrušínský)
- 1990 Už mi lásko není dvacet let – Jiří Zmožek (5) – Carmen, MC, LP
- 1992 Zdá se, že obrůstá mě mech – Carmen, LP

### CD, DVD alba
- ...A roky jdou – Carmen
- Na Vánoce dětem – MC, CD
- Zpívej, zpívej – Jiří Zmožek dětem – Emauzy, CD
- Láska se narodila o Vánocích, MC, CD
- Moravské tesklivé a nové radostné, CD
- Nesem vám požehnání – Jiří a Marcela Zmožkovi, MC, CD
- To býval ráj – Carmen, CD
- Snubní prstýnek, CD
- Vínečko bílé, CD
- Jiří Zmožek s dětmi, CD, podtitul: Nejkrásnější národní písničky pro děti
- Bible a písně – díl 1., MC, CD podtitul: vypráví a zpívá Jiří Zmožek
- Chvála a uctívání 2 – Emauzy, MC, CD
- Matka Mária – Emauzy EY 090-2, MC, CD
- Pán Bůh je láska 1, MC, CD
- Pán Bůh je láska 2', MC, CD
- 199? Vzpomínka na Miláno – Carmen, CD
- 2007 Největší hity – Už mi lásko není 20 let – Popron Music, 2CD (podtitul: Jediný kompletní výběr 42 slavných písniček na 2CD)
- 1995: Otče můj, Galilejskí rybáři – Zpívají Jiří Zmožek a Igor Mamojka, CD
- 1996: Nové písně 1, Volá Ježíš ovce ztracené, MC, CD
- 1996: Jak Pán Bůh stvořil svět, MC, CD
- 1997: A roky jdou, CD
- 1998: Svatá Krev, Nové písně 2, MC, CD
- 1999: Možná hledáš lásku, MC, CD
- 1997: Jeruzalém a žalmy krále Davida – Emauzy, MC, CD
- 2001: Nové písně 3, Jméno Ježíš uctívám, MC, CD
- 2002: Jak to doopravdy bylo s Ježíšem Kristem, MC
- 2003: Můj Bůh uzdravuje – Emauzy, MC, CD
- 2003: Chvála a uctívání – Emauzy, MC, CD
- 2004: Návrat ztraceného syna – Emauzy, MC, CD
- 2004: Na katolické pouti – Jiří Zmožek a P. Jan Lisowski – Emauzy, MC, CD
- 2005: Bible a písně – díl 2. –, MC, CD podtitul: vypráví a zpívá Jiří Zmožek
- 2005: Andělé – Emauzy, MC, CD
- 2005: Jiří Zmožek na rádiu Lumen 1 – Už mi lásko není dvacet let – Emauzy, MC, CD
- 2005: Jiří Zmožek na rádiu Lumen 2 – Zvonky štěstí – Emauzy, MC, CD
- 2005: Jiří Zmožek na rádiu Lumen 3 – Emauzy, MC, CD
- 2005: Maličký –, MC, CD podtitul: 14 písniček pro děti
- 2006: Hity 1 – Už mi, lásko, není dvacet let – Jiří a Marcela Zmožkovi, MC, CD
- 2007: Bible a písně – díl 3., MC, CD podtitul: vypráví a zpívá Jiří Zmožek
- 2007: Největší hity – Už mi lásko není dvacet let – Popron Music (2CD)
- 2007: Hity 2 – Zvonky štěstí, MC, CD
- 2007: Bible a písně – díl 4., MC, CD podtitul: vypráví a zpívá Jiří Zmožek
- 2007: Matka Mária – Československá Muzika, CD
- 2008: Hity 3 – Taneční večírek na lodi Titanic, MC, CD
- 2008: Morava krásná zem, CD, podtitul: Jiří Zmožek zpívá moravské lidové písně
- 2008: Šel jsem světem – Písničky pro herce, CD (reedice LP z roku 1988)
- 2008: Zlaté hity Carmen, CD
- 2008: Největší hity – Už mi lásko není 20 let, DVD
- 2008: Myslivecké písničky – Jiří Zmožek – Československá Muzika, CD
- 2008: Rybářské písničky – Jiří Zmožek – Československá Muzika, CD
- 2008: Všem krajanům – Kde domov můj – Československá Muzika, CD
- 2008: Písně Lásky, DVD
- 2009: Když jsem šel z Hradišťa – Nejkrásnější moravské písničky – Popron music & publishing, CD
- 2009: Cesta ke štěstí, Dueta – Jiří a Marcela Zmožkovi, CD
- 2009: Hvězdy mého života – Popron music & publishing, CD
- 2009: Hvězdy mého života 2 – Popron music & publishing, CD
- 2009: Zlatá deska České muziky – Československá Muzika, CD
- 2009: Musíš se narodit znovu – Emauzy, CD (mluvené slovo)
- 2010: Bible a písně – díl 5., CD
- 2010: Největší světové hity – Popron music & publishing, 2CD
- 2010: Zlaté moravské tesklivé – Československá Muzika, CD, podtitul: Nejkrásnější moravské táhlice
- 2010: Hvězdy mého života 3 – Popron music & publishing, CD
- 2011: Nejhezčí dárek a další hity – Supraphon, 2CD
- 2011: Velký příběh lásky, která přemohla na svět 1, Muzikál – Jiří Zmožek a Marcel Zmožek, CD
- 2011: Velký příběh lásky, která přemohla na svět 2, Muzikál – Jiří Zmožek a Marcel Zmožek, CD

#### Kompilace
- 1998: Královské reggae – BCM Music (písně z televize, divadelních her, filmů a muzikálů) – J. Zmožek / Z. Borovec: 9. Máme tu další dobrý den /10. Urozenost lidského srdce/11. Píseň Babety (Když se načančám)/12. Dobro s láskou vítězí
- 2006: Pohodové české písničky 6 – 11. Jiří Zmožek – Už mi, lásko, není dvacet let
- 2008: Na zlatém vandru 1 – Je na západ cesta dlouhá – Československá Muzika, CD
- 2008: Na zlatém vandru 2 – Letí šíp savanou – Československá Muzika, CD
- 2008: Na zlatém vandru 3 – Táboráku plápolej – Československá Muzika, CD
- 2008: Na zlatém vandru 4 – Hledám děvče na neděli – Československá Muzika, CD
- 2008: Myslivecká putyka, CD
- 2008: Mamince (nejkrásnější písničky o maminkách), CD
- 2008: Pro Aničku, CD
- 2008: Dědečkovi, CD
- 2008: Dárek pro babičku, CD
- 2008: Dárek k padesátinám, CD
- 2008: Dárek k šedesátinám, CD
- 2008: Dárek k narozeninám, CD
- 2008: Ať žije Marie, CD
- 2008: Ať žije Václav, CD
- 2008: Ať žije Josef, CD
- 2008: Ať žije Jan, CD
- 2013: 70
- 2017: Zlatá kolekce, 3CD

## Liverpool versus Torino/Bude mi dvacet
Liverpool versus Torino/Bude mi dvacet je singl Jiřího Zmožka a Marcela Zmožka z roku 1985, který vyšel na gramofonové desce.
Další informace – číslo alba: Supraphon 1143 3076

## Nejhezčí dárek
Nejhezčí dárek je singl Jiřího Zmožka z roku 1985, který vyšel na gramofonové desce. Nazpívalo ho 50 zpěváků. (některé zdroje uvádějí taky nesprávný údaj 45 zpěváků).
Další informace
- - sólo zpěv: Hana Zagorová, Helena Vondráčková, Jiří Zmožek, Iveta Bartošová, Zdeněk Rytíř, Eva Hurychová.
  - sbor (všichni i se sólem): Marcel Zmožek, Markéta Muchová, Milan Dyk, Věra Martinová, Jiří Strnad, Iveta Blanarovičová, Luděk Walter, Alena Baumanová, Marcela Holanová, Michaela Linková, Petr Čejka, Pavel Roth, Martin Javůrek, Viktor Sodoma, Miroslav Ducháček, Arnošt Pátek, Lucie Bílá, Stanislav Procházka, Petr Hejduk, Jindřich Malík, Vašek Vašák, Pavel Vítek, Bobina Ulrichová, Lenka Krimlová, Vladimíra Jakšová, Gojána Ledecká, Blanka Šrumová, Dana Langerová, Petr Hannig.
  - sólo zpěv: Michal David, Stanislav Hložek, Karel Vágner, Petr Kotvald, Petra Janů, Dalibor Janda, Lenka Filipová, Michal Tučný.
  - sbor (všichni)
  - sólo zpěv: Karel Zich, Pavel Horňák, Václav Neckář, Jan Neckář, Jiří Korn, (opět) Zdeněk Rytíř a Jiří Zmožek, Darinka Rolincová, Lešek Semelka.
  - refrén – sbor (všichni i se sólem)

- na obou stranách je píseň nazpívána v jiném pořadí[6]
- autor textu písně: Zdeněk Rytíř

## Mys dobrých nadějí
Mys dobrých nadějí je výběrové album Jiřího Zmožka, které vyšlo v roce 1985 na LP.
- Seznam skladeb

1. Zvonky štěstí – (3:55)
2. Rád – (3:40)
3. Vánek s vůní burčáku – (3:35)
4. Neříkej mi sklerotiku – (3:10)
5. Zřejmě letos nikde nejsou kytky – (4:35)
6. Tam u nebeských bran – (4:00)
7. Mys dobrých nadějí – (3:20)
8. To musím zvládnout sám – (3:55)
9. Nahrávám – (3:22)
10. E 14 – (4:40)
11. Kam tě vítr vzal – (3:44)
12. Co stalo se stalo – (3:30)

- Další informace
  - Číslo alba: Supraphon 1113 3870 H
  - zpěv: Darinka Rolincová (1), Karel Gott (1,8,10), Jitka Zelenková (2), Jiří Zmožek (3), Michal Tučný a Tučňáci (3,6), Stanislav Hložek a Petr Kotvald (4), Marie Rottrová (5), Hana Zagorová (7,12), Helena Vondráčková (9), Petra Janů (11),

## Nejhezčí dárek – Jiří Zmožek (2)
Nejhezčí dárek je výběrové album, které vyšlo v roce 1986 na LP.
- Seznam skladeb

1. Naše láska ztrácí L – (3:55)
2. Já jsem tvá stálá – (3:40)
3. Hříchy mládí – (3:35)
4. Máme si co říct – (3:10)
5. Záření – (4:35)
6. Už se mi nechce jít dál – (4:00)
7. Máme tu další dobrý den – (3:20)
8. Když se načančám – (3:55)
9. Vyposťte fantoma z lahve – (3:22)
10. Až láska osloví tě jménem – (4:40)
11. Nejhezčí dárek – (3:44)

- Další informace
  - Číslo alba: Supraphon 1113 4368,
  - zpěv: Hana Zagorová (1,6), Marcela Holanová (2), Marcel Zmožek (3,9,10), Jitka Zelenková (4), Darinka Rolincová (5), Iveta Bartošová (7), Heidi Janků (8), Jiří Zmožek (10), 50 zpěváků (11) zpěváci písně viz album Nejhezčí dárek/Nejhezčí dárek
  - další účinkující: Amadeus (2,3,7,8,9,10),

## Kousek cesty s tebou
Kousek cesty s tebou je výběrové album Jiřího Zmožka, které vyšlo v roce 1987 na LP.
- Seznam skladeb

1. Kousek cesty s tebou – (3:50)
2. Kantiléna – (4:15)
3. Proto dám vodu svým květinám – (3:05)
4. Dámskej mejdan – (2:30)
5. Jednou přijde stáří – (4:14)
6. Už mi lásko není dvacet let – (4:03)
7. Lady Moonlight – (4:02)
8. Slušných lidí je víc – (4:13)
9. To býval náš song – (3:45)
10. Ten vůz už jel – (4:22)
11. Sedmikráska – (3:00)
12. Drahý vánku můj – (4:31)

- Další informace
  - zpěv: Hana Zagorová (1,8), Karel Gott (2,7), Helena Vondráčková (3), Marie Rottrová (4,10), Jiří Zmožek (5,6,7), Stanislav Hložek (8), Alena Přibylová (9), Marcel Zmožek (5,11), Jitka Zelenková (12),
  - další účinkující: Orchestr Karla Vágnera (1,8), Orchestr Ladislava Štaidla (2,7), Bacily (3), Plameňáci (4,10), Amadeus (5,6,9,11), Slovenská filharmonie, řídí Peter Breiner (12)

## Šel jsem světem – Písničky pro herce
Šel jsem světem – Písničky pro herce je výběrové album Jiřího Zmožka, které vyšlo v roce 1988 na LP. Deska vyšla ve vydavatelství Carmen a tá istá deska vyšla taky v Supraphonu.
- Seznam skladeb

1. Čistý štít – Josef Kemr
2. Budu volat: Mám tě rád – Radoslav Brzobohatý
3. O dům dál – Gabriela Vránová
4. Když táta koupil piáno – Josef Abrhám
5. Mistře, hrajte tango – Pavel Zedníček
6. Píseň samotářky – Jana Hlaváčová
7. Pohádkář – Viktor Preiss
8. Odcházím – Jiří Císler
9. Cestou domů – Josef Somr
10. Ještě nespi, lásko má – Jana Preissová a Viktor Preiss
11. Představení končí – Jaromír Hanzlík
12. Šel jsem světem – Rudolf Hrušínský

## Malovaný večírek
Malovaný večírek je výběrové album, které vyšlo v roce 1989 na LP.
- Seznam skladeb
  - Strana A

1. Nevím, proč bych nepřiznal, že jsem lásku sliboval ve svých písních – (Jiří Zmožek/F.Řebíček (4:00)
2. Nešlap, nelámej – (3:32)
3. Dialog s klaunem – (3:40)
4. Teď jsem tady já – (2:37)
5. Už mi nevolej – (3:35)
6. Žádná láska – (3:11)

- - Strana B

1. Hezky česky – (3:14)
2. Živá voda – (4:48)
3. Ty rád se touláš – (2:45)
4. Urozenost lidského srdce – (1:36)
5. Dobro s láskou vítězí – (5:45)
6. Malovaný večírek – (3:40)

- Další informace
  - zpěv: Karel Gott (A1), Hana Zagorová (A2,B2), Marie Rottrová a Bolek Polívka (A3), Michal David (A4), Petra Janůa Bezinky (A5), Marcel Zmožek (A6,B1,B5), Michal Suchánek a Jiří Langmajer (B1), Karel Černoch (B4,B5,B6), Iveta Bartošová a Jitka Zelenková (B5), Jiří Zmožek (B6),
  - Další účinkující: Amadeus (A3,A4,S6,B1,B6)

## Už mi, lásko, není dvacet let
Už mi, lásko, není dvacet let je studiové album Jiřího Zmožka, které vyšlo v roce 1990 na LP a MC.
- Seznam skladeb

1. Už mi, lásko, není dvacet let – (4:03)
2. V podvečer – (3:00)
3. Rád se ještě jednou vrátím – (3:34)
4. Odpouštím ti – (4:32)
5. Co se s tvou láskou měřit dá? – (4:10)
6. Čas odejít – (3:55)
7. Napiš píseň – (3:15)
8. Léta jsem nehrál na housle – (2:23)
9. Zas mě naladíš – (3:18)
10. Dvě slůvka – (2:08)
11. Komu zvoní hrana – (4:00)
12. Údolí – (3:30)
13. Tam u nebeských bran – (3:56)

- Další informace [7]
  - zpěv: Jiří Zmožek (1–13), Radoslav Brzobohatý (13), Hana Teplá (4 – vokál,12)

## ...A roky jdou
... A roky jdou  je studiové album Jiřího Zmožka.
- Seznam skladeb

1. A roky jdou
2. Stojí za to žít
3. Já si te ochočím – duet s Marií Rottrovou
4. Taneční večírek na lodi Titanic
5. Pořád mám tě pod kůží
6. Všichni co měli být v Mexiku
7. S Modrou planétou
8. To jsem já
9. Co zůstane v nás
10. Své pády jsem zvlád
11. Pokoj vám
12. Snad Bůh dá

## Největší hity – Už mi lásko není 20 let
Největší hity – Už mi lásko není 20 let je výběrové album Jiřího Zmožka, které vyšlo v roce 2007 na 2CD. Vydal ho Popron Muisc.
- Seznam skladeb
  - CD1

1. Už mi, lásko, není dvacet let (4:01)
2. V podvečer (3:00)
3. Rád se ještě jednou vrátím (3:50)
4. Odpouštím Ti (4:32)
5. Co se s tvou láskou měřit dá? (4:10)
6. Čas odejít (3:55)
7. Napiš píseň (3:15)
8. Léta jsem nehrál na housle (2:23)
9. Zas mě naladíš (3:18)
10. Dvě slůvka (2:08)
11. Komu zvoní hrana (4:00)
12. Údolí (3:30)
13. Dál točí se svět (4:00)
14. Láska je věčná (3:03)
15. Liverpool versus Torino (3:41)
16. Vraťme se zpátky k horám (3:05)
17. Já to s tebou jednou provždy vzdávám (2:54)
18. Bez nálady (3:39)
19. Můžu ti závidět (3:33)
20. Tam u nebeských bran (3:52)
21. A roky jdou (4:33)
22. Stojí za to žít (4:09)

- - CD2

1. Já si tě ochočím (2:53)
2. Taneční večírek na lodi Titanic (3:05)
3. Pořád mám tě pod kůží (4:56)
4. Všichni co měli být v Mexiku (4:02)
5. S modrou planetou (4:02)
6. To jsem já (4:53)
7. Co zůstane v nás (3:26)
8. Své pády jsem zvlád (4:45)
9. Pokoj Vám (4:08)
10. Snad Bůh dá (4:22)
11. To býval ráj (3:41)
12. Jen jeden den s tebou (3:38)
13. S vírou a láskou (3:53)
14. Naďa líná (4:32)
15. Skalinada (3:06)
16. Pláže a slunce přejí milencům (3:20)
17. Lastavica (3:32)
18. Serenáda (3:22)
19. Malinkonija (3:22)
20. Líto mi je (3:41)

- Další informace – číslo alba: Popron Music 54940-2, EAN 8590442 049405

Nahoru